# Mellanspett
Mellanspett (Leiopicus medius, syn. Dendrocoptes medius) är en medelstor hackspett som har sin utbredning i ett jämförelsevis litet område i västra och södra Palearktis. Vid födosök använder arten trädkronor med grovbarkade grenar och stamdelar. I stora delar av utbredningsområdet är mellanspetten därför knuten till skogar med gamla ekar. Den har dock på senare år även påvisats i naturnära lövskogar, där andra trädarter dominerar.

## Systematik
Arten placerades tidigare i släktet Dendrocopos nära större hackspett. DNA-studier visar dock att de inte alls är nära släkt och att arten förvånande nog står närmare de afrikanska hackspettarna i släktet Dendropicos. Därför lyfts den tillsammans med brunpannad hackspett och arabspett ut till släktet Dendrocoptes. Andra, som Birdlife International, placerar den i Leiopicus.
Sannolikt låg mellanspettens glaciala reträttområde på Balkan eller i östra medelhavsområdet, varifrån utbredningen efter istiden skedde.
För närvarande urskiljer de flesta taxonomer fyra underarter:
- europeisk mellanspett[6] D. m. medius (inklusive D. m. lilianae och D. m. splendidor) – nominatformen förekommer i Europa och i nordvästra Turkiet.
- D. m. caucasicus – utbredd i norra Turkiet och i Kaukasusområdet
- D. m. anatoliae – en inte allmänt erkänd underart från södra och sydvästra Turkiet, som av vissa författare förenas med den ovan
- D. m. sanctijohannis– förekommer i norra Iran, möjligen även i norra Irak.[7][8]

## Utseende
Mellanspetten är endast obetydligt mindre än större hackspett, men betydligt större än mindre hackspett. Ofta upplevs mellanspetten som betydligt mindre än större hackspetten, trots att det bara skiljer ett par centimeter. Orsaken är att mellanspettens näbb är klenare och kortare, samt att huvudet är mer rundat och ljusare tecknat. Mellanspettens genomsnittliga kroppslängd är 21 centimeter. Den är därmed ungefär 15 procent mindre än större hackspett, men 40 procent större än mindre hackspett. Vingspannet är cirka 34 centimeter. Vikten hos adulta mellanspettar varierar mellan 50 och 85 gram.Den är den enda europeiska hackspett där könsskillnaden i färg endast är svagt utpräglad. 
Fjäderdräkten liknar större hackspettens. Ovansidan är övervägande svart med vita vingfläckar. Till skillnad från en adult större hackspett är hjässan röd med en något mattare nyans hos honan. De svarta ansiktstecknen är jämförelsevis svagt utpräglade, så att ansiktet verkar övervägande smutsvitt. Mellanspetten urskiljer sig särskilt från alla andra europeiska arter i släktet genom att den saknar svart tygelband. Hjässan är hos båda könen täckt av ett tegelrött, som åt nacken växlar till rödorange, fjäderparti utan svart kant. Mycket ofta, särskilt i aggressions- eller sexuellt motiverade situationer, reses hjässfjädrarna upp. Näbben är relativt kort, ljusgrå och inte särskilt kraftig. Ryggen och vingarna är glänsande svarta, skulderområdet är vitt och armtäckarna är brett bandade i vitt. Den kraftiga stjärten är svart, de yttre stjärtfjädrarna är vita med en svartteckning som är mycket olikt utpräglad beroende på individ. Sidorna är påfallande mörkgrå, längsstreckade. Buken har en rosaaktig färg, som förstärks till rödaktig mot gumpen. Undersidan är vit med röd teckning på undersidan av gumpen. 
Juvenilen är något blekare, mindre kontrastrikt färgad. Dess hjässplatta är endast antytt rödaktig, bukpartiet är smutsvitt.

### Morfologiska skillnader mellan underarterna
De fyra underarterna skiljer sig endast lite åt från varandra:
- D. m. medius: Fåglarna från Spanien är lite mer färgintensivt tecknade, framför allt rosafärgningen på gumpen är mer utsträckt och intensivare. De turkiska hackspettarna uppvisar en något intensivare streckning på sidorna. De tidigare beskrivna underarterna D. m. lilianae och D. m. splendidor rättade sig efter dessa färgvarianter, men dessa är för närvarande inte erkända.
- D. m. caucasicus: Bukpartiet är ljusare än hos nominatformen, bröstet tydligt gulaktigt färgat. De yttre stjärtfjädrarna är starkt och regelbundet svartfärgade. Gumpen är mer rödaktig än hos D. m. medius.
- D. m. anatoliae: Denna underart är ytterst lik D. m. caucasicus, men något mindre.
- D. m. sanctijohannis: Denna underarten uppvisar en påfallande vit ansiktsteckning, även undersidan är i stor utsträckning vit fram till en mycket utsträckt rödteckning, som räcker från underbuken över gumpen till undre stjärttäckarna. Sidorna är mycket tätt streckade i svart.[7][8]

### Förväxlingsmöjligheter
Mellanspetten är en lättbestämd hackspettsart, även om den vid ogynnsamma observationsförhållanden lätt kan förväxlas med större hackspett, balkanspett eller vitryggig hackspett. Viktigaste igenkänningstecken är de röda hjäss- och nackpartierna samt den endast sparsamma svartteckningen i ansiktet på mellanspetten. Hos alla andra Dendrocopos-arter har endast hanen en röd fläck på baksidan av huvudet. Den säkraste åtskillnaden, förutom storleken, gäller även här andelen svart i ansiktet, som hos större hackspett och balkanspett är betydligt mer utpräglat än hos mellanspetten. 
Juvenilen har också en svart tygel som sträcker sig till näbbroten. Viktiga kännetecken för åtskillnad gentemot större hackspett är de rosa understjärttäckarna, som successivt övergår i det vita på buken (hos större hackspett röda understjärttäckare med skarp gräns mot det vita på buken) och den svarta sidostrimningen (hos större hackspett vita sidor utan strimning).

### Läte
Mellanspetten har en mycket stor uppsättning läten. Vissa av artens läten skiljer sig påfallande från dem hos andra arter i släktet. Det mest kända lätet är kväkandet, som kan transkriberas ungefär kvää…kvää…kvää eller ghää…ghää…ghää. Denna sång används både för territoriell positionering och som parningssång. Den består av minst två, men oftast betydligt fler (upp till trettio) enskilda element och framförs framför allt, men inte uteslutande, av hanen. I början är den klagande ropserien vokaliserad, mot slutet blir den sträv och kraxande. Lätet når mycket långt. På avstånd påminner det om nötskrikans varningsläte. 
Mellanspetten blir mycket ljudlig redan mycket tidigt på året, ofta redan i januari. Sångtoppen uppnås under den huvudsakliga häckningstiden från mitten av mars till mitten av april. Även på senhösten kan "kväkandet" tillfälligtvis höras igen. Förutom dessa mest markanta läten finns ett stort antal korta, ofta även uppradade läten. Vanligast hörs ett kort gük-läte, som kan bli till en lång serie rop i upprörda situationer. Påfallande och karakteristisk är den avfallande tonraden och det betonade första elementet. 
Till skillnad från många andra hackspettar trummar den inte för att hävda revir. Mellanspettar trummar ytterst sällan. Uppenbarligen ersätts trummandets revirmarkerande funktion hos denna art av "kväkandet". Den snarast svaga trumvirveln består av 18–30 enskilda slag och varar knappt 2 sekunder. Intervallen mellan slagen förblir lika.
Ljudexempel - Kräver Real Player

## Utbredning

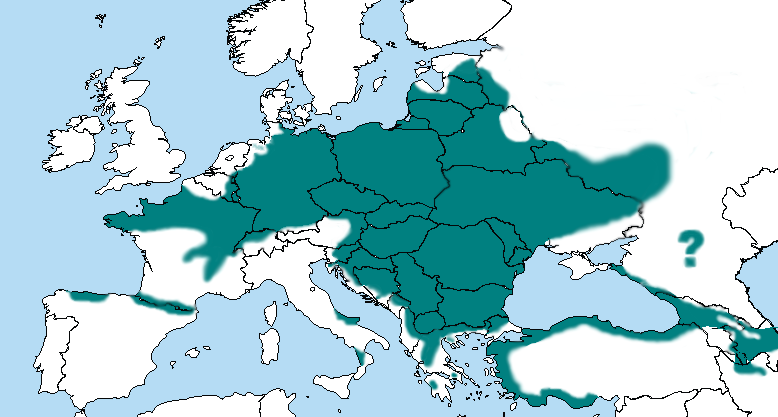
Mellanspettens utbredningsområde

Mellanspetten förekommer enbart i Europa och sydvästra Asien, och där endast i gamla orörda lövskogsområden. Mellanspettens utbredningsområde börjar i Västeuropa i Kantabriska bergen, löper över Pyrenéerna och över stora delar av Frankrike och delar av Belgien till Mellaneuropa och slutar i västra europeiska Ryssland. I Nederländerna bebor mellanspetten endast de sydliga delarna av landet, medan arten i stor utsträckning saknas i de västliga och sydvästliga delarna av Nordtyska låglandet förutom i små öartade förekomster. Först i trakten kring Hamburg når häckningsområdet åter mer kustnära regioner. 
I Skandinavien häckar arten inte, efter det att de små restpopulationerna i Danmark 1959 och i Östergötland 1982 upphörde, och har därefter i Sverige påträffats bara som sällsynt gäst. Den har sedan 1982 observerats vid endast tre tillfällen: Falsterbo i Skåne i maj 1989, Ljungbyhed i Skåne i juni 1994 samt två långstannande individer, en hona och en hane, på Gotland från december 2014 till mars 2015.
I östra Europa är mellanspetten väl företrädd i Polen, Lettland, Litauen och Vitryssland, men i Estland finns endast en mycket liten, men växande, population i de södra delarna. I Syd- och Sydosteuropa förekommer arten i små utbredningsöar i Italien, men mycket tätare i Ungern och på Balkan. I Turkiet finns stora förekomster i Pontiska bergen, i egeiska kustlandet och i Taurus. Slutligen häckar arten ännu i Kaukasus och Transkaukasien samt i västra Iran. Lesbos i Egeiska havet nära Mindre Asiens kust tycks vara den enda Medelhavsö där den förekommer.
I Tyskland är mellanspetten vitt utbredd totalt, men inte direkt vanlig där den finns. De främsta populationerna finns i Baden-Württemberg (längs hela Oberrhein och i Neckarbecken), i Brandenburg (Schorfheide Chorin, Uckermärkische Seen), i Pommern (norra fastlandet) och Mecklenburg (främst mellersta o östliga delar), samt i Niedersachsen och Bayern, här framför allt i Donauområdet och i Gerolfings ekskog. I Österrike är mellanspetten företrädd i de östra och sydöstra delarna av landet. Det finns stora populationer i Wienerwald och i Wiener Prater och i Hartholzområden längs floden Mur i södra Steiermark. I Schweiz är endast de nordliga delarna av landet bebodda av denna art. De största bestånden ligger i Zürcher Weinland, i området runt Basel samt vid foten av Jurabergen.

## Biotop

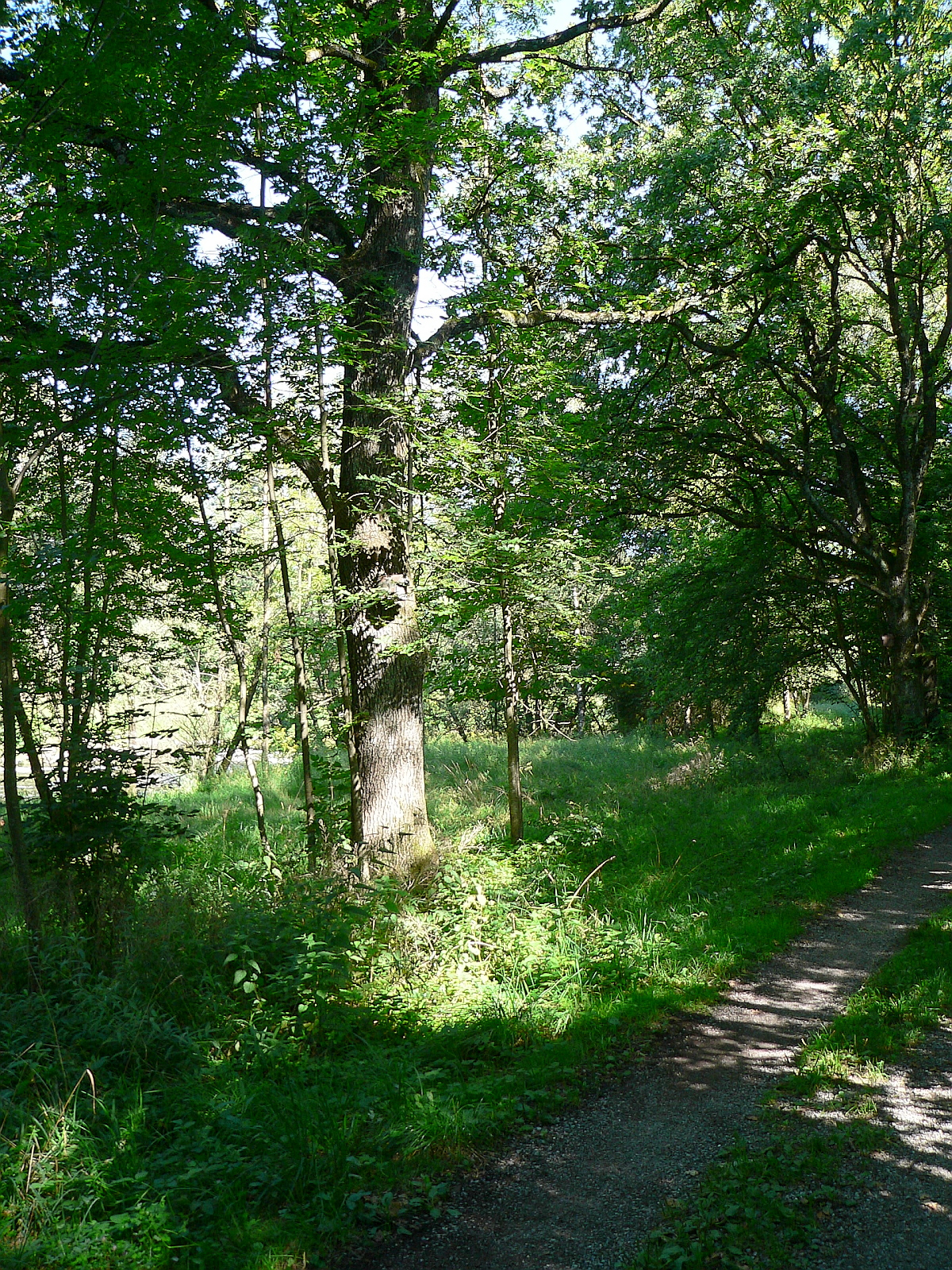
Häckningshabitat för mellanspett vid Schussen

Mellanspetten är en karaktärsart för Europas och Västasiens varmtempererade lövskogszon. Den följer påfallande utbredningsområdet för avenbok (Carpinus betulus), förutom i norra Spanien (där avenbok inte förekommer) och i södra England (där mellanspetten inte förekommer). 
Till slutet av 1990-talet betonades mellanspettens täta bindning i Mellaneuropa till gamla ekar och arten betecknades därför som karaktärsart för gamla ekskogar. Sedan dess hittades i Tyskland dock även bestånd i bokurskogar, i urskogsartade alsumpskogar och i Kaukasus även revir i skog vid floder med angränsande bokskogar.
Man utgår från att förekomsten av mellanspett i ett skogsområde beror mindre på dess artsammansättning än på dess ålder och förvaltningsform. Vid födosök använder arten träd med grovsprickig bark eller starkt strukturerat dött trä. I skogar som används för skogsbruk är arten därför hänvisad till ekar, då dessa redan i yngre ålder är tillräckligt grovsprickiga. I skogar utan ekar är dessutom ett tillräckligt utbud av stående dött trä basis för en tillräcklig näringsgrund. Arten är följaktligen mindre knuten till ekar än till naturnära skogar rika på dött trä, och räknas därför idag som en urskogsrelikt. Då bokar först i redan avverkningsmogen ålder på ungefär 150–200 år utvecklar grovsprickig bark och partier av dött trä som kan utnyttjas av mellanspetten, anses den utbredda frånvaron av arten i de mellaneuropeiska bokskogarna i dag vara en följd av skogsbruket.
I Mellaneuropa finner arten idag lämpliga habitatstrukturer framför allt i flodskogsområden. Om ekbestånd gränsar till stora gamla fruktträdgårdar eller parklandskap, kan mellanspetten även bebo sådana sekundärbiotoper. Även själva skogsområdenas storlek är väsentlig. Mycket fragmenterade skogar eller småskogar under 10 hektar bebos sällan. Mellanspettar häckar mycket sällan i barrskogsområden. Dock förekommer arten i mellersta Grekland i ett bergskogsområde med svarttallar och grekgran (Abies cephalonica), och på Lesbos bebor den stora, gamla olivträdsplanteringar.
I Central- och Östeuropa förekommer mellanspetten framför allt på lägre höjder och på mellannivåer. Häckningsplatser över 900 meter är inte kända i denna zon. I Italien, på Balkan och i Turkiet häckar mellanspettar upp till höjder på 1 700 meter, och från Kaukasus och Iran är ännu högre belägna häckningsbestånd kända.
Bosättningstätheten kan i optimala habitat vara mycket hög. I östra Wienerwald har nästan fyra häckande par fastställts på 10 hektar; liknande maximalvärden har undersökts i området runt Schaffhausen i en skog vid Hochrhein, där en hanes revir omfattade ungefär fyra hektar. Vanligtvis är mellanspettars revir dock mycket större. Den genomsnittliga storleken för sommarrevir ligger mellan 10 och 20 hektar. Vinterrevir är väsentligt större, men mycket variabla i sina gränsstrukturer.

## Föda
Mellanspettar livnär sig företrädesvis av olika leddjur och deras utvecklingsstadier, mestadels insekter och deras larver och puppor. Stam- och barkboende arter överväger gentemot sådana som lever på grenar eller blad. Träborrande skalbaggslarver spelar ingen eller endast en mycket underordnad roll. Efter individantal bildar bladlöss, olika arter av myror, som blanksvart trämyra eller hedjordmyra, huvudandelen av födan, medan släktet Formica har en endast underordnad betydelse i födan. Därutöver bildar även skalbaggar, sköldlöss, harkrankar, olika  larver samt flugor, myggor och gråsuggor beståndsdelar av den animaliska kosten. De flesta bytesdjuren är små; medellängden är ungefär 8,5 millimeter. Nykläckta ungar utfodras framför allt med bladlöss.
Mellanspetten tar vegetarisk kost, dock långt ifrån i samma utsträckning som kan fastställas hos större hackspett och särskilt hos balkanspett. På våren suger den sav ur upphackade håligheter i träd. Den "ringar" (pickar små savhål runt) savproducerande träd, framför allt lindar. I juni och juli kan körsbär vara ett viktigt komplement, som även ungarna utfodras med. På hösten och vintern spelar nötter och barrträdsfrön en viss underordnad roll.

## Beteende
Mellanspetten är en ytterst livlig hackspett som verkar orolig och rastlös. Den kilar mycket skickligt upp- och nedför trädstammarna och pickar, och klättrar även med huvudet nedåt som en nötväcka. Ofta vistas den bara en kort stund på varje träd. Den tar sig över även korta avstånd genom att flyga. Över längre avstånd flyger den kraftigt och snabbt med en bågformig rörelse. Den tar sig uppåt med några kraftiga vingslag i snabb följd och lägger vingarna tätt intill kroppen vid bågens topp. När den plötsligt byter riktning utstöter den ett högt ljud. Ofta sitter den på tvären på en gren och inte, som de flesta andra hackspettar, i längsriktningen.

### Aktivitet och putsning
Mellanspetten är som alla hackspettar dagaktiv. Dess aktivitetsfas varar från soluppgång till solnedgång. Före skymningens inbrott kan den tillbringa ännu någon tid i närheten av sin sovhåla, innan den kryper in i denna. Där tillbringas natten, ibland även i fågelholk. Aktivitetstiden blir kortare om vädret är utpräglat dåligt. Under de tidiga eftermiddagstimmarna tar den vilopauser som den oftast tillbringar i trädkronan och även använder till att putsa fjädrarna i. Specifika putsningsbeteenden observeras sällan. Ibland ses mellanspettar solbada. De drar då in huvudet och burrar upp fjädrarna.

### Territoriellt och fientligt beteende
Mellanspettar är under hela året revirbevakande och bemöter artfränder inom revirgränserna aggressivt. De svarar genast på läten och flyger ofta mot ljudets källa. Honor tolereras i vinterreviret, men drivs ofta bort från särskilt rika födokällor. Även på läten från större hackspett och stare reagerar mellanspetten aggressivt, fastän det är omstritt om det förekommer en äkta rivalitet mellan dessa arter, eftersom de använder olika levnadsområden i det ibland gemensamma födohabitatet. Vissa gånger hittas bebodda hål för större hackspett och mellanspett på mycket nära avstånd från varandra, utan att aggressionbeteende kan fastställas. Det är dock säkert att större hackspett är överlägsen i direkt konflikt och tillfälligtvis även övertar bebodda mellanspetthål och dödar ungarna. Mellanspetten bemöter ekorrar och sovmöss med energisk mobbning och försöker fördriva dem med direkta flygattacker. 
För att undvika flygande fiender, särskilt sparvhök, håller sig mellanspetten fasttryckt nära stammen utan att röra sig, om den inte kan fly in i en håla. Denna fastfrysta position är även känd från andra hackspettar. Angrepp från mårddjur, den andra väsentliga predatorn, kan adulta fåglar oftast ta sig undan genom att flyga, medan nyligen flygfärdiga och ungfåglar ofta faller offer för dem.

### Födosök
Mellanspetten är en utpräglat trädlevande hackspett, som endast sällan söker sin föda på marken eller på liggande stammar eller grenar. Den föredrar under hela året det inre av trädkronan på grovbarkiga, gamla lövträd, i synnerhet ekar. De övre och mellersta delarna av stammen används betydligt mindre ofta, och de nedre delarna jämförelsevis sällan. Dock varierar användningen av de olika delarna något under året, och framför allt på vintern uppsöker fågeln oftare de mellersta och övre delarna av stammen samt stora sidogrenar. 
Mellanspetten samlar byten från stammens yta genom att med hastiga rörelser peta i barksprickor och avsöka blad. Emellanåt gör den även korta flygturer för att jaga flygande insekter. När den söker byten klättrar den mycket vant även huvudstupa och på sidan på grenar. Bär och körsbär skördar den ofta genom att klamra sig fast vid en gren med huvudet nedåt. Mellanspetten hackar jämförelsevis sällan och inte särskilt uthålligt efter gömda bytesdjur. Den letar endast i det översta barkskiktet och under lösa barkdelar efter trädlevande insekter och deras larver. 
För att kunna öppna nötter eller komma åt barrträdsfrön använder mellanspetten enkla hackspettsmedjor. Denna art anlägger dock inte äkta smedjor. På våren ringar den savdrivande träd eller använder sav som kommit ur skador på bark eller ställen där andra hackspettar har ringat. 

### Flyttning
Mellanspetten är i hög grad stationär. Även under stränga vintrar stannar arten i häckningsområdet, som dock utvidgas mycket under vintermånaderna. Tillfälligtvis stryker mellanspettar på vintern också till gynnsammare födoområden och kan då iakttas i parker eller vid utfodringsställen. Även ungfåglarnas spridning sker oftast bara över korta avstånd, men en fågel som ringmärktes som bounge återfanns 55 kilometer bort. Ibland förekommer flyttrörelser över små avstånd och långa spridningsflygningar, som det regelbundna uppträdandet av mellanspettar i de tidigare sydsvenska häckningsområdena visar, där det uppenbart rör sig om baltiska mellanspettar.

## Häckning

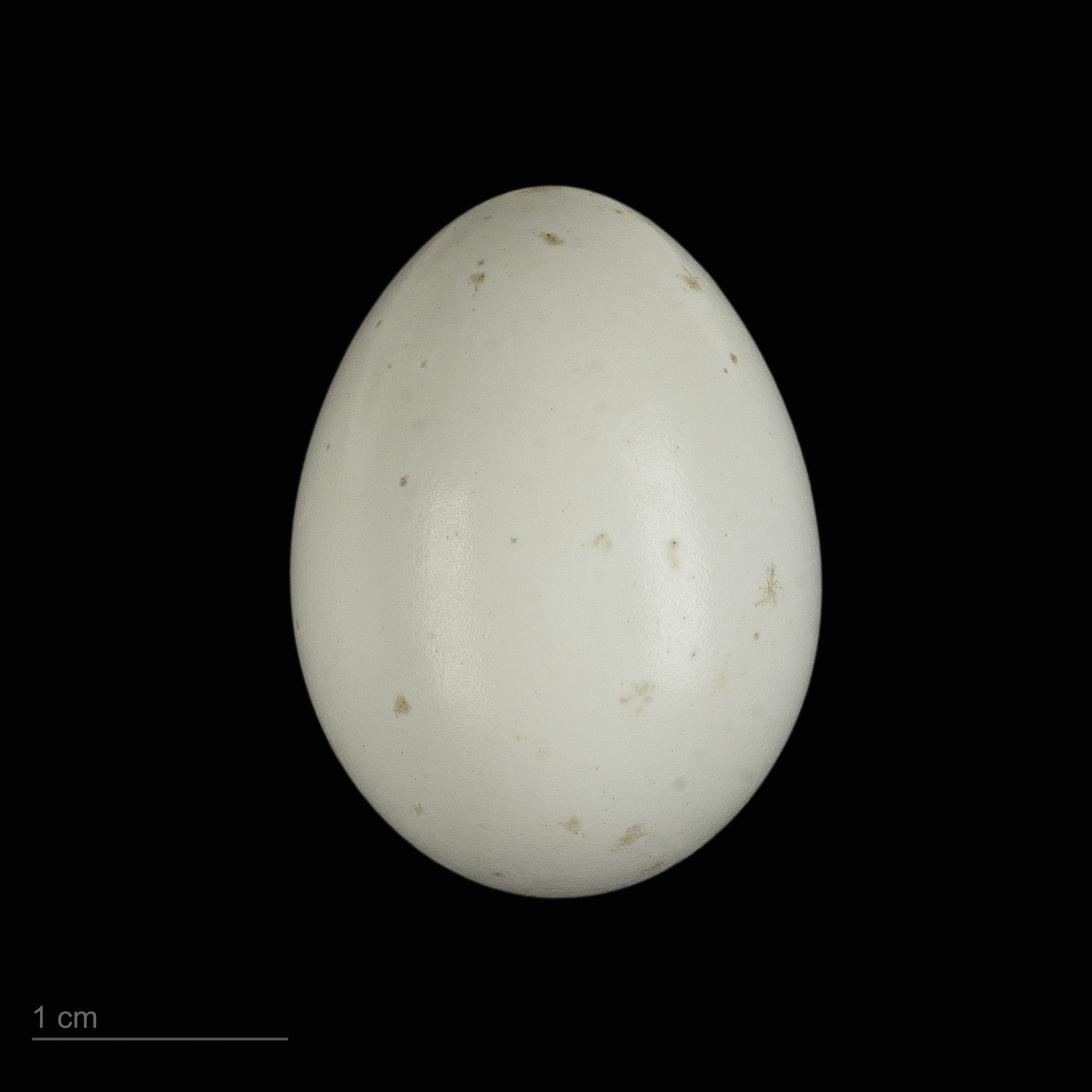
Dendrocopos medius

### Parbildning
Mellanspettar blir könsmogna vid slutet av det första levnadsåret. De bildar i stor utsträckning monogama par för häckningssäsongen. Partnerskapet blir lösare efter häckningssäsongen, men kan ofta bestå löst även över vintern och förnyas till den huvudsakliga häckningstiden. Som hos alla hackspettar är aggressionen inom arten mycket stor. Den avtar långsamt medan häckningsreviret upprättas och boet byggs, men upphör inte helt, ens hos mellanspettar som bildar par. Redan i slutet av januari, men oftare i februari och förstärkt i mars, stryker hanen genom sitt födorevir med högljudda kväk-läten. Om en hona närmar sig intensifierar hanen kväkandet och flyger runt henne i en iögonenfallande fladdrande flykt. Därefter lockar han honan till färdiga eller påbörjade hål, som han anvisar med knackningar. Samtidigt reser sig fjädrarna på hjässan. Honan inspekterar hålorna och kan snart uppmuntra till en kopulation genom att böja sig. De första kopulationerna sker redan i februari, men oftare först i mars. 

### Bobygge

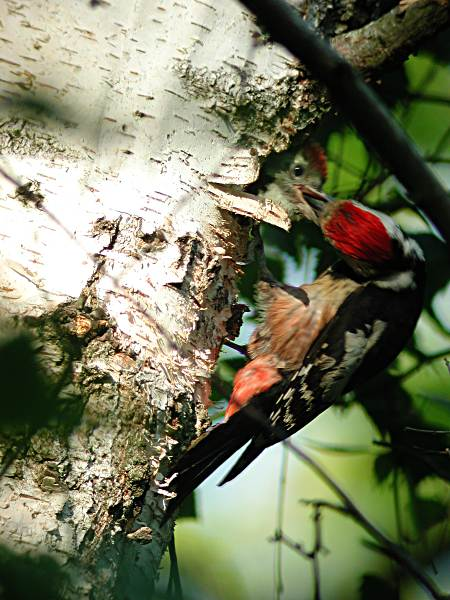
Utfodring av en nästan flygfärdig bounge

Mellanspetten hackar ut sina hålor uteslutande i träd med mjukt trä, som popplar, viden och alar, respektive sådana som är starkt skadade av svampangrepp. Ofta anläggs hålorna även i stående dött trä. Karakteristiskt för mellanspettars hålor är att de ofta är belägna i kraftiga horisontala sidogrenar, med inflygningshålet ofta på grenens undersida, eller under en baldakinartad trädsvamp, som till exempel en fnöskticka. Båda partner bygger boet, men hanen oftare och mer ihållande än honan. Hålans djup ligger mellan 20 och 35 centimeter vid en bredd på ungefär 12 centimeter. Ingångshålet är ganska runt och mäter minst 34 millimeter. Mellanspettshålor kan i undantagsfall befinna sig nära marken, men ligger oftast mellan 5 och 10 meter upp, ibland även på över 20 meters höjd. Byggtiden uppgår till minst en vecka, men oftast två till fyra veckor. Ibland anpassar mellanspettar hålor från större hackspett, återanvänder gamla egna hålor eller utvidgar hålor från mindre hackspett.

### Kull och ruvning
Äggläggningen börjar i Mellaneuropa tidigast i början av april, på Balkan och i Turkiet något tidigare, i nordöstra Europa något senare. Kullen består av 5-6 (4-8) ovala, rent vita och glänsande ägg med en genomsnittlig storlek på 23 x 18 millimeter. Vikten ligger på något mer än 4 gram. Den fasta ruvningen börjar efter att det sista ägget lagts. Dessförinnan skyddas äggen endast från avkylning. Båda könen ruvar i ungefär lika stor utsträckning. Som hos alla hackspettar ruvar hanen på natten. Vid tidig förlust av en kull förekommer en ersättningskull, men i normalfall lägger mellanspettar endast en kull om året. 
Efter tidigast 10 dagar kläcks ungarna, men oftast först på 12:e eller 13:e dagen efter ruvningens början. Tiden i boet varierar mellan 20 och 24 dagar, då de försörjs av båda föräldrarna till ungefär lika delar. Det tycks dock endast vara hanen som sköter bortförsel av avföring. Efter utflygningen lockas ungfåglarna snabbt bort från bohålan och indelas ofta i två grupper som upp till två veckor vårdas av vardera förälder, innan de i stor utsträckning blir självständiga och sprider sig i den närmaste omgivningen.
Det finns endast få större undersökningar om häckningsframgång. Vid 25 undersökta kullar i norra Schweiz flög genomsnittligt 2,3 ungar ut. En betydligt högre antal utflygningar med 5,2 ungar fastställdes vid en liten undersökning i södra Ryssland.

## Status
Mellanspetten tillhör de hackspettsarter som är svåra att kartera. Arten kan praktiskt taget endast fastställas efter sina läten och dessa kan hos par som lever isolerat vara omärkliga. 
Så sett kan det alltså vara så att vissa mindre populationer hittills har förbisetts. Beståndsutvecklingarna är oenhetliga: de små danska och svenska populationerna har försvunnit, men däremot har arten kunnat etablera sig igen i Nederländerna med en liten men stabil population. Förekomsten i nyckelländerna Tyskland, Polen och Grekland är stabila, i Belgien och Tjeckien tilltar bestånden starkt. Starka minskningar har anmälts från Rumänien och Serbien, även i Schweiz utvecklar sig bestånden för närvarande trots intensiva skyddsåtgärder negativt. Beståndsutvecklingen i Frankrike är oklar, och även om Turkiet förekommer knappast tillförlitliga siffror. För tillfället häckar minst 140 000 par i Europa, vilket utgör mer än 90 procent av det totala beståndet. I Tyskland uppskattas den häckande populationen till minst 10 000 par, i Österrike till ungefär  3 000 och i Schweiz till 250. IUCN uppskattar arten status som least concern, Birdlife Europe som secure.
Trots denna sammantaget inte otrevliga situation är bestånden i Mellaneuropa på intet sätt säkerställda i den närmaste framtiden. Den största faran för dessa habitatsspecialister utgår ännu liksom förr från förstörelsen av levnadsområdet. Många av de nuvarande populationerna är mycket starkt fragmenterade och små. Detta ger en fara för genetisk isolering, särskilt då spridningsavstånden är mycket små för denna art. Mellanspetten är hänvisad till gamla, grovbarkiga lövträd, särskilt ekar. Skottskogar tillmötesgår dess habitatsanspråk mycket, men denna skogsbruksmetod har i stor utsträckning övergivits. Där skottskogsstrukturer åter vårdas, till exempel i Niederholz vid Zürich och i ekskogen vid Gerolfingen, kan goda förekomster av mellanspett hålla sig. En ytterligare fara utgår från att ädelträproduktionen av ekstammar gick starkt tillbaka på 1900-talet och nästan inga ekar planterades. Först under de senaste 20 åren har det åter intensivt planterats ekar. Det saknas alltså i stor utsträckning en hel ekgeneration. De kvarvarande bestånden är gamla, delvis försvagade och därför mer angripliga för tillväxt av skadedjur, som till exempel massökningar av ekvecklare, som framför allt under de senaste åren har varit vanliga.